# Onch’ŏn
Onch’ŏn (kor. 온천군, Onch’ŏn-gun) – powiat w Korei Północnej, w południowo-zachodniej części prowincji P’yŏngan Południowy. W 2008 roku liczył 149 851 mieszkańców. Graniczy z powiatem Chŭngsan od północy, a także z powiatami Ryonggang i Kangsŏ od wschodu. Powiat znajduje się nad Morzem Żółtym, określanym w Korei Północnej jako Morze Zachodniokoreańskie. Przez powiat przebiegają trzy linie kolejowe: 89-kilometrowa linia P’yŏngnam, łącząca powiat Onch’ŏn ze stolicą kraju, Pjongjangiem, linia Namdong, łącząca Onch’ŏn ze stacją Namdong w powiecie Sukch’ŏn, a także 17-kilometrowa linia Ryonggang z powiatu o tej samej nazwie do znajdującej się w powiecie Onch’ŏn stacji Mayŏng.

## Historia
Przed wyzwoleniem Korei spod okupacji japońskiej, tereny należące do powiatu wchodziły w skład powiatów Ryonggang i Kangsŏ. W obecnej formie powstał w wyniku gruntownej reformy podziału administracyjnego w grudniu 1952 roku. W jego skład weszły wówczas tereny należące wcześniej do miejscowości (kor. myŏn) Taedae, Sinnyŏng, Kŭmgok, Kwisŏng, Sŏhwa, Ryongwŏl i Haeun (10 wsi – wszystkie miejscowości poprzednio znajdowały się w powiecie Ryonggang). Powiat Onch’ŏn składał się wówczas z jednego miasteczka (Onch’ŏn-ŭp) i 21 wsi (kor. ri). W czerwcu 1958 roku powiat powiększył się o wsie Ansŏk i Chang’an, przesunięte z powiatu Chŭngsan. W marcu 1963 roku wsie Taedae i Hwado trafiły w granice administracyjne miasta Nampo, a w styczniu 1965 wsie Porim, Jŭng'ak i Wŏn'ŭp stały się dzielnicami robotniczymi. W maju 1974 roku powiat zmniejszył się na rzecz Nampo po raz kolejny, oddając miastu wsie Sogang, Ryŏngnam i Sinnyŏng (do dziś mają one status wsi w obrębie Nampo).

## Podział administracyjny powiatu
W skład powiatu wchodzą następujące jednostki administracyjne:
| Nazwa jednostki administracyjnej | Rodzaj jednostki administracyjnej | Hangul       | Hancha       |
| -------------------------------- | --------------------------------- | ------------ | ------------ |
| Onch’ŏn-ŭp                       | miasteczko                        | 온천읍       | 溫泉邑       |
| Mayŏng-rodongjagu                | dzielnica robotnicza              | 마영로동자구 | 麻永勞動者區 |
| Wŏn'ŭp-rodongjagu                | dzielnica robotnicza              | 원읍로동자구 | 元邑勞動者區 |
| Kwisŏng-rodongjagu               | dzielnica robotnicza              | 귀성로동자구 | 貴城勞動者區 |
| Chŭng'ak-rodongjagu              | dzielnica robotnicza              | 증악로동자구 | 甑岳勞動者區 |
| Porim-rodongjagu                 | dzielnica robotnicza              | 보림로동자구 | 普林勞動者區 |
| Sŏnghyŏn-ri                      | wieś                              | 성현리       | 城峴里       |
| Songhyŏn-ri                      | wieś                              | 송현리       | 松峴里       |
| Ryongwŏl-ri                      | wieś                              | 룡월리       | 龍月里       |
| Ansŏk-ri                         | wieś                              | 안석리       | 安石里       |
| Sŏhwa-ri                         | wieś                              | 서화리       | 瑞和里       |
| Hanhyŏn-ri                       | wieś                              | 한현리       | 漢峴里       |
| Sŏkch'i-ri                       | wieś                              | 석치리       | 石峙里       |
| Unha-ri                          | wieś                              | 운하리       | 雲霞里       |
| Taeryŏng-ri                      | wieś                              | 대령리       | 大嶺里       |
| Kŭmsŏng-ri                       | wieś                              | 금성리       | 金城里       |
| Kŭmdang-ri                       | wieś                              | 금당리       | 金塘里       |
| Kŭmgok-ri                        | wieś                              | 금곡리       | 金谷里       |
| Ŭndŏk-ri                         | wieś                              | 은덕리       | 恩德里       |
| Ŭnjŏng-ri                        | wieś                              | 은정리       | 恩情里       |